# Olafur Eliasson
Olafur Eliasson (isl. Ólafur Elíasson; ur 5 lutego 1967 w Kopenhadze) – duńsko-islandzki artysta tworzący rzeźby oraz instalacje wykorzystując nietypowe dla rzeźby „materiały” takie jak światło, woda oraz temperatura powietrza. Absolwent Królewskiej Akademii Sztuk Pięknych w Kopenhadze. Eliasson reprezentował Danię na 50. Biennale Sztuki w Wenecji w 2003, a rok później wystawił projekt „The Weather project” w Hali Turbin w Tate Modern w Londynie. Pracuje i mieszka w Kopenhadze i Berlinie.

## Życiorys
Olafur Eliasson urodził się w 1967 w Kopenhadze w rodzinie islandzkiej. W latach 1989–1995 studiował na Królewskiej Duńskiej Akademii Sztuk w Kopenhadze. W 2004 Eliasson powiedział w jednym z wywiadów dla czasopisma 032c, że swój „break-dance” wykonany w połowie lat 80. uważa za swoje pierwsze dzieło. Kiedy otrzymał stypendium od Królewskiej Akademii, Eliasson udał się do Nowego Jorku, gdzie rozpoczął pracę jako asystent w studio. W 1993 przeprowadził się do Kolonii, a następnie do Berlina, gdzie założył Studio Olafur Eliasson – laboratorium do badań przestrzennych, tworzone przez zespół architektów, inżynierów, rzemieślników, którzy wspólnie pracują nad instalacjami, rzeźbami oraz monumentalnymi projektami Eliassona.
Jako profesor na Universität der Künste w Berlinie, Olafur Eliasson założył Institute for Spatial Experiments (Institut für Raumexperimente, IfREX) – edukacyjny projekt badawczy, w którego skład wchodzi cykl wykładów, warsztatów i eksperymentów. 
Zasiadał w jury konkursu głównego na 67. MFF w Berlinie w 2017.

## Prace i projekty
Prace artysty trudno zakwalifikować do danego nurtu w sztuce, ponieważ w jego dorobku znajdziemy zarówno przykłady land artu, op-artu, konceptualizmu, fotografii, rzeźby, instalacji, a nawet sztuki użytkowej w postaci lamp, czy elementów ceramicznych. Część z prac wymyka się jednoznacznym klasyfikacjom.
Już w swoich wczesnych pracach Olafur Eliasson koncentruje się na problemie percepcji – zwłaszcza percepcji koloru. Szczególnie interesują go zależności, jakie zachodzą pomiędzy światłem a kolorem. Często jego projekty angażują widza, by uświadomić mu jego własną rolę w doznawaniu otaczającej rzeczywistości, a przede wszystkim to, że percepcja nie jest doświadczeniem obiektywnym. Korzystając z teorii optyki odkrywa przed widzem mechanizmy percepcji.
Do najczęściej powracających motywów w twórczości Eliassona należą cztery żywioły: woda, ziemia, powietrze i ogień interpretowany jako światło, a także świat zmysłów: dotyk, węch, wzrok, smak i słuch. W obrębie wymienionych pojęć, artysta często eksperymentuje z formami zapisu i utrwalania danych zjawisk, np. dźwięków (w pracy „3-5 dimensional endles sound study” z 2005 r.), ruchu i wibracji („Pedestrian vibes studies” z 2004 r., „Time vibes studies” z 2004 r., „LED model studies” z 2005 r.) oraz fal radiowych, dźwiękowych, ale też naturalnych – wodnych, np. morskich.

### The weather project
Jednym z najbardziej znanych projektów Eliassona był „The weather project” zrealizowany w londyńskim Tate Modern w Hali Turbin (2003) – było to gigantyczne słońce stworzone z systemu kilkuset żółtych lamp oraz luster. W ten sposób Eliasson przekształcił olbrzymią, ogólnodostępną przestrzeń holu galerii w jedno z najbardziej popularnych miejsc spotkań w Londynie, a także w miejsce, gdzie następowały spontaniczne reakcje gości. Była to przestrzeń zabawy, rekreacji, wypoczynku czy tymczasowych akcji.

### Your black horizon
Ta świetlna instalacja powstała we współpracy z brytyjskim architektem Davidem Adjaye’m na 51. Biennale Sztuki w Wenecji przez Thyssen-Bornemisza Art Contemporary. Pokazywana była od 1 sierpnia do 31 października 2005 roku na wyspie San Lazzaro degli Armeni niedaleko Wenecji. W zupełnie ciemnym pomieszczeniu cztery ściany były przecięte białą, wąską linią świetlną, która tworzyła linię sztucznego horyzontu.

### Green river series
Projekt „Green river series” (Seria Zielona Rzeka) z 1998 roku polegał na rozpuszczeniu w rzece Fjakkabaksleid nedri w południowej Islandii jaskrawego, fluorescencyjnego zielonego barwnika, który zmieniał zupełnie wygląd wody, nie wpływając jednak negatywnie na naturalny biosystem. Eksperyment powtórzono później w Bremie, Sztokholmie, Los Angeles i Tokio.

### New York City Waterfalls

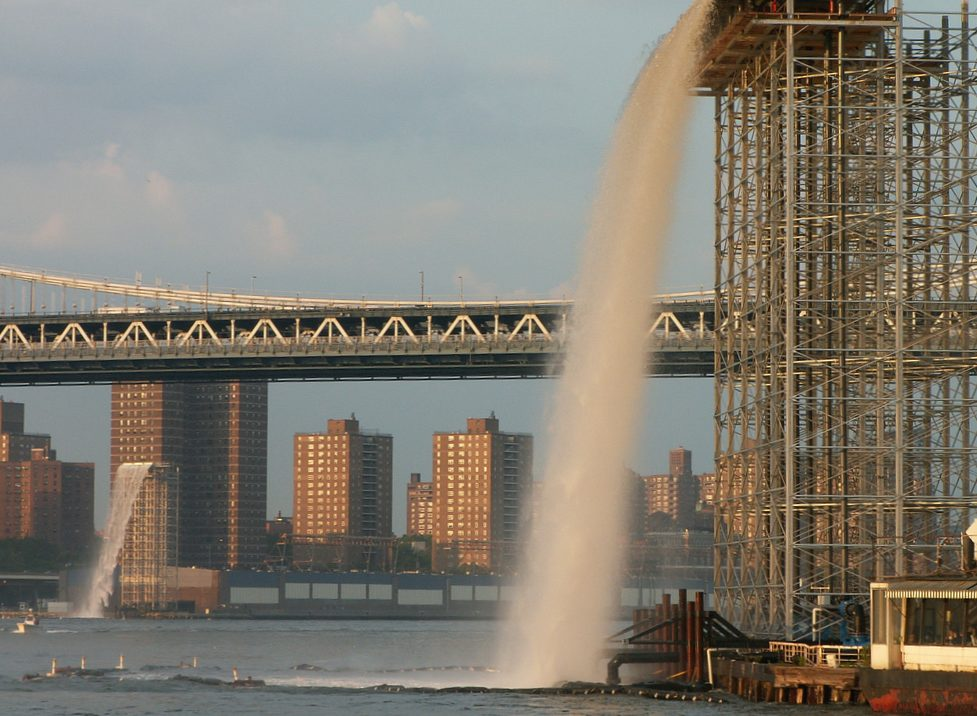
Wodospad pod Brooklyn Bridge

„New York City Waterfalls” to projekt publicznej sztuki wykonany we współpracy z Public Art Fund, Projekt składał się z czterech sztucznych wodospadów zlokalizowanych w Nowym Jorku wzdłuż East River. Był to najdroższy publiczny projekt w tym mieście od czasów instalacji Christo i Jeanne-Claude’a w Central Parku, bowiem kosztował on 15,5 mln dolarów. Cały projekt trwał od 26 czerwca 2008 roku do 13 października tego samego roku.

### Harpa
W maju 2011 roku w Reykjaviku została otwarta sala koncertowa i centrum konferencyjne – Harpa. Autorem projektu jej fasady był Olafur Eliasson, który stworzył ją razem w ścisłej współpracy z Henning Larsen Architects.

## Odznaczenia
- Medal Księcia Eugeniusza (2005)[7]
- Kawaler Orderu Sokoła Islandzkiego (2008)[8]
- Oficer Orderu Sztuki i Literatury (2016)[9]
- Praemium Imperiale (2023)[10]